# Olympische Sommerspiele 2008/Leichtathletik – 4 × 400 m (Frauen)

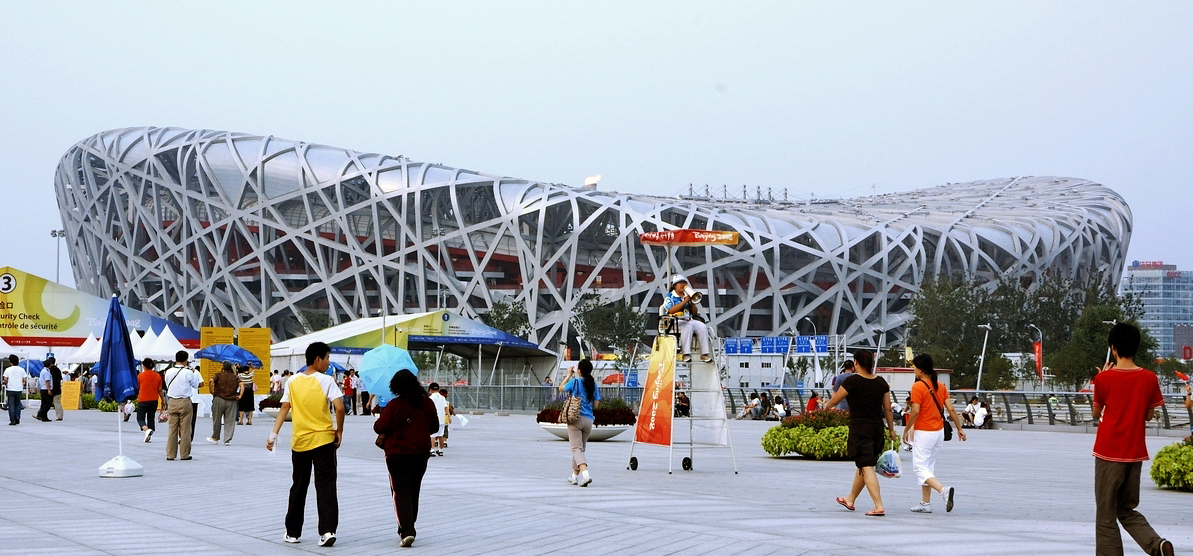
Das Vogelnest – Olympiastadion von Peking

Der 4-mal-400-Meter-Staffellauf der Frauen bei den Olympischen Spielen 2008 in Peking wurde am 22. und 23. August 2008 im Nationalstadion Peking ausgetragen. In sechzehn Mannschaften nahmen 68 Athletinnen teil.
Olympiasiegerinnen wurden die US-Amerikanerinnen mit Mary Wineberg, Allyson Felix, Monique Henderson und Sanya Richards sowie der im Vorlauf außerdem eingesetzten Natasha Hastings.
Jamaika gewann die Silbermedaille in der Besetzung Novlene Williams-Mills, Shereefa Lloyd, Rosemarie Whyte und Shericka Williams.
Bronze ging an Großbritannien (Christine Ohuruogu, Kelly Sotherton, Marilyn Okoro, Nicola Sanders).
Auch die im Vorlauf für die USA eingesetzte Natasha Hastings erhielt entsprechendes Edelmetall.

## Aktuelle Titelträgerinnen
| Olympiasiegerinnen 2004                       | USA DeeDee Trotter, Monique Henderson, Sanya Richards, Monique Hennagan, im Vorlauf außerdem: Crystal Cox, Moushaumi Robinson | 3:19,01 min                                       | Athen 2004          |
| Weltmeisterinnen 2007                         | USA DeeDee Trotter, Allyson Felix Mary Wineberg, Sanya Richards                                                               | 3:18,55 min                                       | Ōsaka 2007          |
| Europameisterinnen 2006                       | Russland Swetlana Pospelowa, Natalja Iwanowa Olga Saizewa, Tatjana Weschkurowa                                                | 3:25,12 min                                       | Göteborg 2006       |
| Panamerikanische Meisterinnen 2007            | Kuba Aymée Martínez, Daimí Pernía, Zulia Calatayud, Indira Terrero                                                            | 3:27,51 min                                       | Rio de Janeiro 2007 |
| Zentralamerika- und Karibik-Meisterinnen 2008 | Kuba Aymée Martínez, Diosmely Peña, Daisurami Bonne, Indira Terrero                                                           | 3:27,97 min                                       | Cali 2008           |
| Südamerika-Meisterinnen 2007                  | Brasilien Lucimar Teodoro, Maria Laura Almirão, Sheila Ferreira, Josiane Tito                                                 | 3:33,34 min                                       | São Paulo 2007      |
| Asienmeisterinnen 2007                        | Indien Mandeep Kaur, Manjeet Kaur, Sini Jose, Chitra Soman                                                                    | 3:33,39 min                                       | Amman 2007          |
| Afrikameisterinnen 2008                       | Nigeria Oluoma Nwoke, Folashade Abugan, Endurance Abinuwa, Joy Eze                                                            | 3:30,07 min                                       | Addis Abeba 2008    |
| Ozeanienmeisterinnen 2008                     | 4 × 400 m Staffel nicht im Meisterschaftsprogramm                                                                             | 4 × 400 m Staffel nicht im Meisterschaftsprogramm | Saipan 2008         |

## Rekorde

### Bestehende Rekorde
| Weltrekord         | 3:15,17 min | Sowjetunion (Tazzjana Ljadouskaja, Olga Nasarowa, Marija Pinigina, Olha Bryshina) | Finale OS Seoul, Südkorea | 1. Oktober 1988 |
| Olympischer Rekord | 3:15,17 min | Sowjetunion (Tazzjana Ljadouskaja, Olga Nasarowa, Marija Pinigina, Olha Bryshina) | Finale OS Seoul, Südkorea | 1. Oktober 1988 |

Der bestehende olympische Rekord, gleichzeitig Weltrekord, wurde bei diesen Spielen nicht erreicht. Die schnellste Zeit erzielte das siegreiche Team der USA mit 3:18,54 min im Finale. Damit verfehlte diese Staffel den Rekord um 3,37 Sekunden.

### Rekordverbesserung
Es wurde ein Landesrekord aufgestellt:

3:23,21 min – Kuba (Roxana Díaz, Zulia Calatayud, Susana Clement, Indira Terrero), Finale am 23. August

## Doping
In dieser Disziplin gab es gleich drei nachträglich überführte Dopingsünderinnen. Davon waren zwei Staffeln betroffen, deren Resultate annulliert wurden.
- Russland – zunächst als Zweite im Ziel:
  - Anastassija Kapatschinskaja wurde als Wiederholungstäterin am 19. August 2016 nachträglich disqualifiziert, ihre Einzel-Platzierung sowie das Resultat der Staffel wurden gestrichen.[6]
  - Tatjana Firowa wurde nachträglich als Doping-Sünderin überführt, ihre Einzelplatzierung sowie das Resultat der Staffel wurden annulliert.[7]
- Weißrussland – zunächst auf Rang vier im Ziel:
  - Swjatlana Ussowitsch wurde im November des Dopingmissbrauchs überführt. Mit ihr verlor die belarussische Staffel ihre Wertung.[8]

Die hinter den Russinnen platzierte Staffel Jamaikas rückte um einen Platz nach vorne und erhielt die Silbermedaille. Alle anderen Teams kamen jeweils zwei Ränge nach vorne, was den Britinnen die Bronzemedaille einbrachte.
Benachteiligt waren in erster Linie folgende Teams:
- Großbritannien – Das Team erhielt seine Bronzemedaille mit einer Verspätung von acht Jahren und konnte nicht an der Siegerehrung teilnehmen.
- Frankreich – Die Mannschaft wäre über ihre Platzierung für das Finale qualifiziert gewesen.
- Ukraine – Die Staffel hätte über ihre Platzierung am Finale teilnehmen können.

## Vorrunde

### Vorlauf 1
22. August 2008, 19:40 Uhr
| Platz | Nation         | Besetzung                                                                                 | Zeit        | Anmerkung                               |
| ----- | -------------- | ----------------------------------------------------------------------------------------- | ----------- | --------------------------------------- |
| 1     | Kuba           | Roxana Díaz Zulia Calatayud Susana Clement Indira Terrero                                 | 3:25,46 min |                                         |
| 2     | Großbritannien | Nicola Sanders Kelly Sotherton Marilyn Okoro Christine Ohuruogu                           | 3:25,48 min |                                         |
| 3     | Deutschland    | Jonna Tilgner Sorina Nwachukwu Florence Ekpo-Umoh Claudia Hoffmann                        | 3:25,55 min |                                         |
| 4     | Ukraine        | Oksana Schtscherbak Tetjana Petljuk Ksenija Karandjuk Natalija Pyhyda                     | 3:27,44 min | eigentlich für das Finale qualifiziert  |
| 5     | Polen          | Monika Bejnar Jolanta Wójcik Anna Jesień Grażyna Prokopek                                 | 3:28,23 min |                                         |
| 6     | Indien         | Sathi Geetha Manjeet Kaur Chithra Kulathummuriyil Soman Mandeep Kaur                      | 3:28,83 min |                                         |
| 7     | Japan          | Satomi Kubokura Asami Tanno Mayu Kida Sayaka Aoki                                         | 3:30,52 min |                                         |
| DOP   | Russland       | Jelena Migunowa (Vorlauf) Tatjana Weschkurowa (Vorlauf) Ljudmila Litwinowa Tatjana Firowa | 3:23,71 min | im Finale dabei, später disqualifiziert |

### Vorlauf 2
22. August 2008, 19:50 Uhr
| Platz | Nation              | Besetzung                                                                              | Zeit        | Anmerkung                               |
| ----- | ------------------- | -------------------------------------------------------------------------------------- | ----------- | --------------------------------------- |
| 1     | USA                 | Mary Wineberg Monique Henderson Natasha Hastings (Vorlauf) Sanya Richards              | 3:22,45 min |                                         |
| 2     | Jamaika             | Novlene Williams-Mills Shereefa Lloyd Bobby-Gaye Wilkins Shericka Williams             | 3:22,60 min |                                         |
| 3     | Nigeria             | Folashade Abugan Joy Amechi Eze Oluoma Nwoke Ajoke Odumosu                             | 3:24,10 min |                                         |
| 4     | Frankreich          | Phara Anacharsis Thélia Sigère Solen Désert Virginie Michanol                          | 3:26,61 min | eigentlich für das Finale qualifiziert  |
| 5     | Brasilien           | Maria Laura Almirão Josiane Tito Emmily Pinheiro Lucimar Teodoro                       | 3:30,10 min |                                         |
| 6     | Mexiko              | Ruth Grajeda Gabriela Medina Nallely Vela Zudikey Rodríguez                            | 3:30,36 min |                                         |
| 7     | Volksrepublik China | Han Ling Chen Jingwen Wang Jinping Tang Xiaoyin                                        | 3:30,77 min |                                         |
| DOP   | Belarus             | Juljana Juschtschanka (Vorlauf) Iryna Chljustawa Ilona Ussowitsch Swjatlana Ussowitsch | 3:22,78 min | im Finale dabei, später disqualifiziert |

## Finale
23. August 2008, 20:40 Uhr
| Platz | Nation         | Besetzung | Zeit        | Anmerkung                                             |
| ----- | -------------- | --- | ----------- | ----------------------------------------------------- |
| 1     | USA            | Mary Wineberg Allyson Felix (Finale) Monique Henderson Sanya Richards im Vorlauf außerdem: Natasha Hastings                                                  | 3:18,54 min |                                                       |
| 2     | Jamaika        | Novlene Williams-Mills Shereefa Lloyd Rosemarie Whyte Shericka Williams                                                                                      | 3:20,40 min |                                                       |
| 3     | Großbritannien | Christine Ohuruogu Kelly Sotherton Marilyn Okoro Nicola Sanders                                                                                              | 3:22,68 min |                                                       |
| 4     | Kuba           | Roxana Díaz Zulia Calatayud Susana Clement Indira Terrero | 3:23,21 min | NR                                                    |
| 5     | Nigeria        | Joy Amechi Eze Folashade Abugan Oluoma Nwoke Ajoke Odumosu                                                                                                   | 3:23,74 min |                                                       |
| 6     | Deutschland    | Jonna Tilgner Sorina Nwachukwu Florence Ekpo-Umoh Claudia Hoffmann                                                                                           | 3:28,45 min |                                                       |
| DOP   | Russland       | Julija Guschtschina (Finale) Ljudmila Litwinowa Tatjana Firowa Anastassija Kapatschinskaja (Finale) im Vorlauf außerdem: Jelena Migunowa Tatjana Weschkurowa | 3:18,82 min | Tatjana Firowa und Anastassija Kapatschinskaja gedopt |
| DOP   | Belarus        | Hanna Kosak (Finale) Iryna Chljustawa Ilona Ussowitsch Swjatlana Ussowitsch im Vorlauf außerdem: Juljana Juschtschanka                                       | 3:21,85 min | Swjatlana Ussowitsch gedopt                           |

Im Finale gab es gegenüber den Vorläufen folgende Besetzungsänderungen:
In den Staffeln mit gültigem Resultat:
- USA – Allyson Felix lief anstelle von Natasha Hastings.

In wegen Dopingbetrugs beteiligter Läuferinnen nachträglich disqualifizierten Staffeln:
- Russland – Julija Guschtschina und Anastassija Kapatschinskaja liefen anstelle von Jelena Migunowa und Tatjana Weschkurowa.
- Weißrussland – Juljana Juschtschanka wurde Hanna Kosak durch ersetzt.

Favorisiert waren die beiden Staffeln aus den Vereinigten Staaten und Russland. Die Russinnen hatten drei Läuferinnen ins Einzelfinale gebracht, von denen allerdings zwei nachträglich wegen Dopingbetrugs disqualifiziert werden mussten – dieselben beiden, die auch für die spätere Disqualifikation der russischen Staffel verantwortlich waren. Die USA hatten 2004 die Goldmedaille gewonnen und auch den WM-Titel 2007. Ebenfalls chancenreich ging Jamaika als zweifacher Vizeweltmeister von 2007 und 2005 sowie als Olympiadritter von 2004 ins Rennen. Weitere Kandidatinnen für eine vordere Platzierung waren vor allem die zweifachen WM-Dritten aus Großbritannien.
Nach dem ersten Wechsel lagen die führenden Staffeln noch dicht beisammen. Jamaika führte vor den Vereinigten Staaten, Großbritannien und Nigeria. Die zweite US-Läuferin Allyson Felix brachte ihr Team in Führung und auf den letzten hundert Metern verlor Jamaika den Anschluss. Nigeria und Großbritannien lagen noch weiter zurück. Sanya Richards als Schlussläuferin machte mit einer starken Runde den Olympiasieg der US-Staffel perfekt. Die Abstände zu den nachfolgenden Mannschaften waren erheblich. Zweiter wurde knapp zwei Sekunden dahinter Jamaika. Die Britinnen errangen etwas mehr als zwei weitere Sekunden zurück die Bronzemedaille. Vierter wurde Kuba mit neuem Landesrekord vor Nigeria und Deutschland.
Es war der vierte Olympiasieg in Folge einer US-Staffel über 4-mal 400 Meter der Frauen.

## Videolinks
- Athletics - Women's 4X400M Relay - Final - Beijing 2008 Summer Olympic Games, youtube.com, abgerufen am 15. März 2022
- 2008 Beijing Olympics 2008 Women 4X400m Final, youtube.com, abgerufen am 27. Juni 2018